# البدية (الحوائل)

تعديل مصدري - تعديل

البدية محلة تابعة لقرية الحوائل، التابعة لعزلة الوزيرة بمديرية فرع العدين إحدى مديريات محافظة إب في الجمهورية اليمنية، بلغ تعداد سكانها 31 حسب تعداد اليمن لعام 2004.